# Pedro Suárez
Pedro Bonifacio Suárez Pérez (Santa Brígida, 1908. június 5. – Buenos Aires, 1979. április 18.), világbajnoki ezüstérmes argentin válogatott labdarúgó.
Az argentin válogatott tagjaként részt vett az 1930-as világbajnokságon.

## Sikerei, díjai
River Plate
- Argentin bajnok (5): 1930, 1931, 1934, 1935, 1940

Argentína
- Világbajnoki döntős (1): 1930

## Külső hivatkozások
- Pedro Suárez a FIFA.com honlapján Archiválva 2015. február 7-i dátummal a Wayback Machine-ben